# 1047

## Evenimente
- Harald al III-lea devine rege al Norvegiei, iar Svend al II-lea preia coroana Danemarcei.

## Nașteri
- 9 aprilie: Iudita de Suabia regină consoartă a Ungariei (d. 1105)

## Decese
- 9 octombrie: Papa Clement al II-lea (n. Suidger), (n. 1005)